# Trần Đăng Thị Đồng
Trần Đăng Thị Đồng (chữ Hán: 陳登氏同; ? – ?), phong hiệu Nhị giai Quan phi (二階觀妃) (còn có âm đọc là Quán phi), là một cung phi của vua Đồng Khánh nhà Nguyễn trong lịch sử Việt Nam.

## Tiểu sử
Quan phi Trần Đăng Thị Đồng xuất thân từ dòng họ Trần Đăng, nhưng không rõ cha bà là ai. Bà nhập cung hầu hạ Đồng Khánh khi ông còn là Kiên Giang Quận công, xếp sau chánh thất là Phủ thiếp Nguyễn thị.
Năm Hàm Nghi thứ nhất (1885), tháng 8 (âm lịch), vua Đồng Khánh mới đăng cơ, xuống dụ sách phong cho các cung tần. Dụ rằng: “Căn cứ theo tấu trình của Cơ mật viện và Lễ bộ tấu rằng nội chức cũng cần có người, nên xin xem xét ban phong để làm sáng tỏ quốc điển, vì vậy đành phải chuẩn y cho phép thi hành. Nay xét bọn cung tần gồm 5 người hầu hạ trong cung đã lâu ngày, nghiêm chỉnh tuân thủ phép tắc, truyền chuẩn y tấn phong Trần Đăng thị làm Quan phi (觀妃), Phan Văn thị làm Giai phi (佳妃) (hàm Nhị giai trở xuống); Hồ Văn thị làm Chính tần (正嬪), Nguyễn Văn thị làm Nghi tần (宜嬪), Trần Văn thị làm Dụ tần (裕嬪) (hàm Tam giai trở xuống). Những người trên chuẩn sung vào 6 Thượng viện là Thượng nghi, Thượng trân, Thượng phục, Thượng y, Thương diên và Thượng nô. Riêng Giai phi chuẩn cho làm Quyền nhiếp Lục viện”.
Ngoài các bà trên, vua còn "chuẩn phong Mai Văn thị làm Tiệp dư, Nguyễn Văn thị làm Quý nhân, Nguyễn Hữu thị làm Mỹ nhân, Trịnh Văn thị làm Tài nhân và Mai thị làm Tài nhân vị nhập lưu (chưa chính thức xếp vào hàng Cửu giai Tài nhân)". Bà Dương Thị Thục, mẹ đẻ của vua Khải Định cũng được phong làm Tiệp dư.
Năm Đồng Khánh thứ 2 (1887), tháng 2 (âm lịch), vua xuống dụ quở phạt và giáng bậc hậu cung: “Quan phi lời nói cử chỉ thô tục, đã từng răn dạy mà không chịu sửa đổi, truyền giáng xuống làm Tùy tần (隨嬪). Chính tần không chăm lo việc công, chỉ chuyên chơi bời lêu lổng, truyền giáng xuống làm Mĩ nhân. Nghi Tần tính thô bạo, tham lam, đố kỵ đủ cả, khi giao tiếp với cung nhân luôn tỏ ra bất thuận không nghe theo đức ý, truyền phải xử nặng, giáng xuống làm Tài nhân. Bọn Cửu giai Tài nhân là Trịnh thị và Nguyễn Hữu thị tính tình khinh nhờn thành thói quen khó dứt, truyền giáng tất cả xuống làm Cung nhân". Trong cùng năm đó Giai phi Phan Văn thị cũng bị giáng làm Mỹ nhân, vốn quản viện Thượng trân, do kiểm xét các hạng vật bị thất thiếu, lại giả ốm trễ nải nên bị giáng vị”.
Năm Khải Định thứ 4 (1919), tháng 7 nhuận (âm lịch), vua phục vị cho Tùy tần Trần Đăng thị làm Quan phi. Lời dụ rằng: “Tiên triều nội cung Ngũ giai Tùy tần Trần Đăng thị đã được Tiên đế sắc phong là Nhị giai Quan phi, hồi trước vì mắt lỗi nên chuẩn giáng làm Ngũ giai Tùy tần. Trẫm vì nghĩ rằng bà là vợ thứ hai của Tiên đế khi còn là Thái tử, đã sinh ra người em quá cố là An Hoá công. Chẳng may em qua đời khi còn trẻ tuổi, đã 20 năm nay bơ vơ chốn sơn lăng chịu đủ mùi mưa gió khổ sở, lòng thực vô cùng đau xót. Năm nay nhân dịp lễ lớn, vâng mệnh Lưỡng cung xuống chỉ chuẩn cho ban tặng suy ân. Chuẩn cho Trần Đăng thị được khôi phục là Nhị giai Quan phi”.
Quan phi Trần Đăng thị mất vào những năm Bảo Đại, được ban thụy là Ý Thuận (懿順). Mộ táng của bà hầu như vẫn còn nguyên vẹn, dù đã bị đào ở chân tẩm, tọa lạc ở ven đường, gần chùa Từ Hiếu (thuộc địa phần phường Thủy Xuân, thành phố Huế).

## Hậu duệ
Bà hạ sinh được cho Đồng Khánh hai người con trai, nhưng cả 2 đều bạc mệnh mất sớm.
1. An Hoá Quận vương Nguyễn Phúc Bửu Tủng (安花郡王 阮福寶𡾼; 1 tháng 3 năm 1886 – 23 tháng 1 năm 1900), hoàng tử thứ hai, mất sớm không con.
2. Nguyễn Phúc Bửu Quyền (阮福寶巏), hoàng tử thứ sáu, chết yểu.